# Avella (geslacht)
Avella is een spinnengeslacht uit de familie Deinopidae.

## Soorten
- Avella angulata L. Koch, 1878
- Avella despiciens O. P.-Cambridge, 1877
- Avella insularis (Rainbow, 1920)
- Avella neocaledonica Simon, 1888
- Avella superciliosa Thorell, 1881
- Avella trinodosa (Rainbow, 1920)
- Avella unifasciata L. Koch, 1878